# Yolande de Lusignan
Yolande de la Marche, puis Yolande de Lusignan, née le 24 mars 1257 et morte après le 29 août 1314 et avant le 12 octobre 1314, est une noble de la haute aristocratie poitevine. Elle est comtesse de la Marche, d'Angoulême, dame de Fougères, de Porhoët et de Lusignan (1308-1314).

## Biographie

### Famille
Yolande de Lusignan est la fille aînée d'Hugues XII de Lusignan (av. 1241-1270), seigneur de Lusignan, comte de la Marche et d'Angoulême (1263-1270), et de Jeanne de Fougères (av. 1242-ap. 1273), dame de Fougères et de Porhoët (1256-ap. 1273). Son père meurt de fièvre et de dysenterie en 1270 à Carthage, lors de la huitième croisade, aux côtés du roi Louis IX de France.
Yolande a deux frères et trois sœurs : Hugues XIII le Brun (1259-1303), qui succède à leur père comme comte de la Marche et d'Angoulême (1270-1303), Jeanne (v. 1263-v. 1323), Marie (v. 1265-ap.1312) comtesse de Sancerre, et Isabelle (v. 1267-1323) moniale à l'abbaye royale de Fontevraud et Guy (v. 1269-1308).

#### Héritages
À la fin de l'année 1308, Yolande succède à son frère Guy Ier de Lusignan pour Lusignan, les comtés de la Marche et d'Angoulême et hérite également des fiefs bretons de Fougères et de Porhoët qui viennent de sa mère, Jeanne, décédée après 1273.
La branche masculine de la maison de Lusignan éteinte, Philippe IV le Bel traite avec Yolande de Lusignan, qui conserve l'usufruit des comtés de la Marche et d'Angoulême. Le roi rachète, en 1309 et 1310 de différentes manières, les droits de plusieurs autres parents du dernier comte de la Marche ; à savoir : de Marie de la Marche, comtesse de Sancerre, de Jeanne de la Marche, dame de Couhé et de Peyrat, et d'Aymar de Valence, comte de Pembroke.
Elle prend définitivement après le 22 mars 1309 le patronyme de "Lusignan".
En 1310, Yolande hérite de la seigneurie du Pallet de son oncle paternel, Guy de Lusignan (1243-1310/11), seigneur de Couhé et de Peyrat.

#### Anthroponyme
Elle porte le prénom de sa grand-mère paternelle : Yolande de Bretagne (1218-1272), comtesse de Penthièvre.

### Testament, décès et sépulture

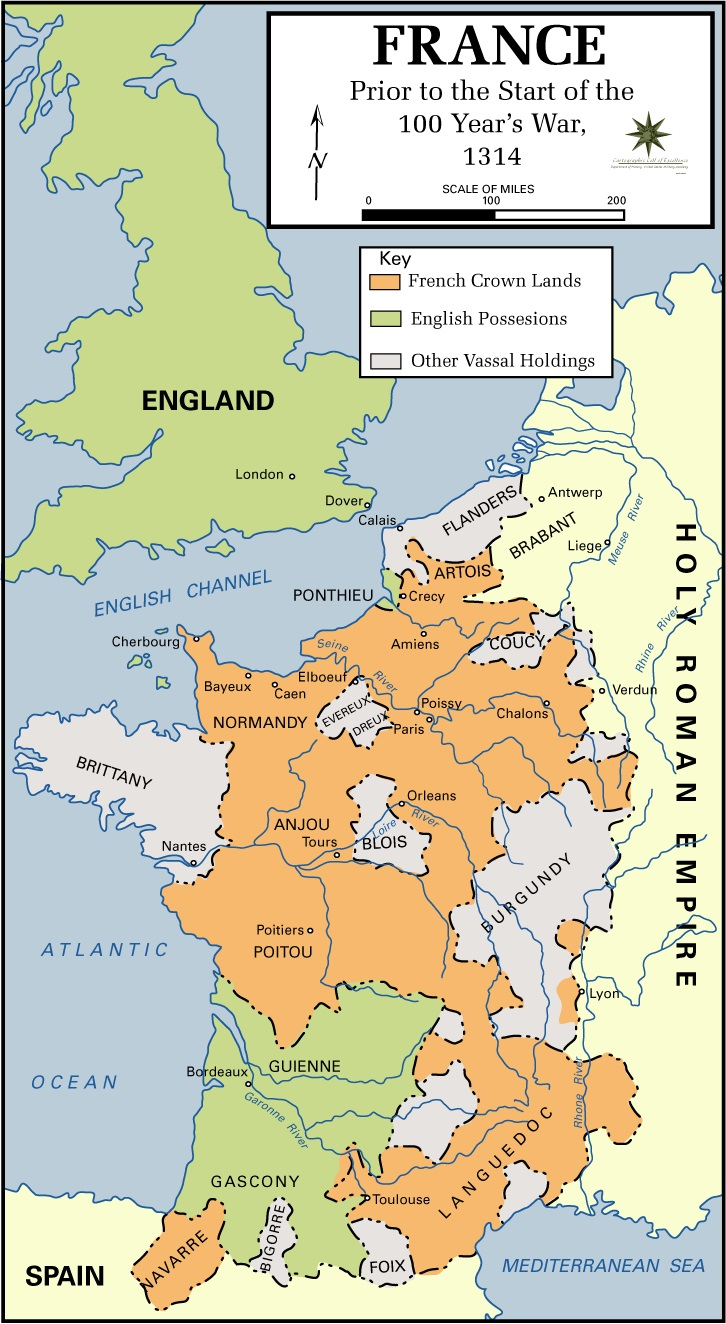
Royaume de France en 1314

Yolande établit son testament le 1er décembre 1289 : elle attribue une rente à ses trois enfants et désigne son oncle Guy de Lusignan, seigneur de Couhé et de Peyrat, et son grand-oncle, le frère-mineur Guy de la Marche, exécuteurs testamentaire. Elle teste à nouveau le 12 août 1314, instituant héritier universel son petit-fils Hélie II Rudel et léguant à son second petit-fils, Robert III de Matha, le château et la châtellenie du Pallet. Elle y déclare vouloir être enterrée dans l'église de Pons,. Elle ajoute à ce testament un codicille en date du 29 août 1314.

### Annexion des fiefs Lusignan au domaine royal
Après la mort de Yolande en 1314, le roi de France, Philippe IV le Bel, ordonne la saisie des seigneuries bretonnes de Fougères et du Porhoët. L'héritage familial est vendu par ses sœurs, Jeanne et Isabelle, au roi. Les comtés de la Marche et d'Angoulême sont annexés au domaine royal. 27 mars 1317, l'ensemble du patrimoine mélusin est donné en apanage à Charles IV le Bel, fils de Philippe IV.

## Mariages et descendance

### HélieIerRudel
En 1267, Yolande épouse Hélie Ier Rudel (av. 1260-1290), seigneur de Pons et de Bergerac, fils de Renaud III (♰ 1272), seigneur de Pons, et de Marguerite de Bergerac (♰ 1290). Ils ont trois enfants :
- Renaud IV de Pons (av. 1274-1305/08), seigneur de Pons et de Bergerac, et a pour descendance :
  - Hélie II Rudel (v. 1300-av. 1334), seigneur de Pons et de Bergerac[19],[20] ;
  - Jeanne de Pons (v. 1300-1334), comtesse du Périgord[19],[20].
- Germasie de Pons (av. 1276-ap. 1307)
- Yolande de Pons (av. 1278-ap. 1309), mariée à Foulques II de Matha (av. 1275-ap. 1309), fils de Robert II de Matha (av. 1255-ap. 1297)[25]. Ils ont :
  - Robert III de Matha (ap. 1290-1363), seigneur du Pallet[19],[20] ;
  - Jeanne de Matha (ap. 1290-ap. 1339).

Yolande de Lusignan survit à ses trois enfants.

### RobertIIde Matha
Veuve, Yolande de Lusignan se remarie le 19 juillet 1296 avec Robert II de Matha (av. 1255-ap. 1297), seigneur de Mornac, fils de Foulques Ier de Matha (♰ 1276). Sans postérité connue.

### Douaires
Au décès d'Hélie Ier Rudel (♰ 1290), Yolande reçoit en douaire la châtellenie de Segonzac et 100 livres tournois, et au décès de Robert II de Matha (♰ ap. 1297) une rente de 400 livres.

## Sceaux et armoiries

### Sceaux [1309]

#### Premier sceau
Avers : Navette, 70 × 47 mm,,,.
Description : Dame debout, de face, sur un piédouche, coiffée d'un voile et d'une guimpe, portant une robe ample et longue et un manteau doublé de vair. Elle tient l'attache de son manteau de la main droite et porte un oiseau au poing gauche. À dextre, un écu aux armes de Lusignan ; à sénestre, un écu aux armes de Fougères.
Légende : ✠ S' • YOLENT • DE • LEZIGNIEN • 9TESSE • DE • LA • MARChE • Z • DENGOVLESME • Z • DAME • DE • FOVGIERES
Légende transcrite : Seel Yolent de Lezignien, comtesse de la Marche et d'Engoulesme, et dame de Fougières
Contre-sceau : Rond, 25 mm,,,.
Description : Écu fascé (armes de Pons) dans un trilobe.
Légende : ✠ CONTRESEEL • YOLLENT • DE • LEZIGNIE
Légende transcrite : Contreseel Yollent de Lezignie

#### Second sceau
Avers : Navette, 40 × 32 mm,,,.
Description : Dame debout, de face, sur un socle, coiffée d'un voile et d'une guimpe, portant une robe longue (burelée) aux armes des Lusignan et un manteau doublé de vair. Elle tient l'attache de son manteau de la main droite, et de sa gauche, parée d'un gant de chasse, supporte un faucon et tient par sa guiche un écu à la face frettée (armes de la famille de Pons).
Devenue comtesse de la Marche et d'Angoulême, à la mort de son frère Guy en 1308, elle arbore ici une robe aux armes qui la désigne clairement comme la nouvelle titulaire des comtés.
Légende : ✠ S • YOLENDI • DE...........
Contre-sceau : Rond, 16 mm,,,.
Description : Écu losangé (Matha ou Angoulême).
Légende : ✠ S.....VM SECRETI
Légende transcrite : Sigillum secreti

### Armoiries [1309]
| Blason | Blasonnement : Écu burelé d'argent et d'azur de dix pièces Commentaires : Blason de Yolande de Lusignan, comtesse de la Marche et d'Angoulême et dame de Fougères, d'après les empreintes d'un sceau de 1309 (armes de Lusignan). |

Références,,,
| Blason | Blasonnement : Écu d'or à une branche de fougère de sinople Commentaires : Blason de Yolande de Lusignan, comtesse de la Marche et d'Angoulême et dame de Fougères, d'après les empreintes d'un sceau de 1309 (armes de Fougères). |

Références,,,
| Blason | Blasonnement : Écu d'argent à la fasce de gueules Commentaires : Blason de Yolande de Lusignan, comtesse de la Marche et d'Angoulême et dame de Fougères, d'après les empreintes d'un contre-sceau de 1309 (armes de Pons). |

Références,,,
| Blason | Blasonnement : Écu d'argent à la fasce de gueules frettée d'or Commentaires : Blason de Yolande de Lusignan, d'après l'empreinte d'un sceau de 1309 (armes de Pons). |

Références,,,
| Blason | Blasonnement : Écu losangé d'or et d'azur Commentaires : Blason de Yolande de Lusignan, d'après l'empreinte d'un contre-sceau de 1309 (armes de Matha). |

Références,,,

## Sources et bibliographie

### Sources sigillographiques
- SIGILLA : base numérique des sceaux conservés en France, « Yolande de Lusignan », sur sigilla.irht.cnrs.fr, Cnrs / IRHT. [lire en ligne]
- Sigillographie du Poitou jusqu'en 1515 : étude d'histoire provinciale sur les institutions, les arts et la civilisation d'après les sceaux, éd. François Eygun, Poitiers, Société des Antiquaires de l'ouest, 1938.